# (32060) Wyattpontius
2000 JN46 (asteroide 32060) é um asteroide da cintura principal. Possui uma excentricidade de 0.18536530 e uma inclinação de 1.41221º.
Este asteroide foi descoberto no dia 7 de maio de 2000 por LINEAR em Socorro.